# Thomas E. Dewey
Thomas Edmund Dewey (Owosso (Michigan), 24 de Março de 1902 – Bal Harbour, 16 de Março de 1971) foi um político dos Estados Unidos da América, governador de Nova Iorque entre 1943 e 1955. Foi o candidato pelo Partido Republicano às eleições presidenciais dos Estados Unidos em 1944 e 1948, mas perdeu ambas.

## Juventude, estudos e início de carreira
O seu pai era o editor do jornal local de Owosso. Diplomou-se pela Universidade do Michigan em 1923 e pela Columbia Law School de Nova Iorque em 1925. Durante a década de 1930, foi Dewey o advogado defensor dos interesses da cidade de Nova Iorque em processos penais: ajudou à condenação de Lucky Luciano. Em 1939, perseguiu o líder nazi norte-americano Fritz Kuhn.
Falhou em 1938 a eleição para governador do estado, mas foi eleito em 1942 e reeleito em 1946 e 1950. É tido como um governador honesto e eficaz, reduziu os impostos, dobrou a ajuda à educação no estado, aumentou os salários dos funcionários públicos do estado e reduziu o déficit estadual em mais de 100 milhões de dólares. Fez votar uma lei que interditou a discriminação racial e promulgou as leis que criaram a State University of New York.

## Candidatura à presidência
Para a eleição presidencial de 1940, Dewey foi derrotado nas eleições primárias do Partido Republicano por Wendell Willkie que foi depois derrotado pelo presidente Roosevelt. Dewey, candidato republicano, foi batido também por Roosevelt na eleição de 1944. Mas a sua campanha conseguiu obter mais votos que as dos anteriores candidatos republicanos desde o tempo de Herbert Hoover na eleição de 1928.
A fama de Thomas Dewey foi causada por um episódio durante a eleição de 1948 contra o então presidente Harry Truman: o jornal Chicago Daily Tribune colocou como título/manchete na noite das eleições «DEWEY DEFEATS TRUMAN» (Dewey derrota Truman), de forma prematura. De facto, Truman ganhou as eleições, contra as expectativas.
Na campanha, Dewey não correu riscos desnecessários para beneficiar dos problemas que a campanha de Truman tinha. Incendiava as plateias dizendo: «You know that your future is still ahead of you» ("Sabem que o vosso futuro ainda está à vossa frente"). Um editorial do Louisville Courier-Journal resumia assim a campanha:
«No presidential candidate in the future will be so inept that four of his major speeches can be boiled down to these historic four sentences: Agriculture is important. Our rivers are full of fish. You cannot have freedom without liberty. Our future lies ahead.»
(No futuro, nenhum candidato à presidência será tão inapto que quatro dos seus principais discursos possam ser resumidos nestas quatro frases históricas: a agricultura é importante; os nossos rios estão cheios de peixe; não se pode ser livre sem liberdade; o nosso futuro está à nossa frente).
Se Dewey foi criticado pela sua agressividade em 1944, foi criticado pela falta dela em 1948.
Por seu lado, Truman ligou o seu adversário ao Congresso Republicano que qualificou de «do-nothing Congress» (congresso do não-faz-nada), contra o qual o presidente tinha batalhado durante o seu mandato. Dewey não era tão conservador como os membros republicanos da assembleia federal. Por exemplo, ao contrário do seu concorrente nas primárias, o senador Robert Taft, Dewey não era um isolacionista: no início da Guerra Fria, apoiou o plano Marshall, a ajuda à Grécia, o reconhecimento do estado de Israel e a ponte aérea de Berlim.

## Retirada
Dewey não se quis candidatar nas eleições de 1952 e apoiou Dwight Eisenhower que foi eleito presidente. Retirou-se da vida política no final do seu terceiro mandato de governador de Nova Iorque e voltou à advocacia. Faleceu vítima de ataque cardíaco.